# Mareuil-lès-Meaux
Mareuil-lès-Meaux és un municipi francès, situat al departament de Sena i Marne i a la regió de Illa de França. L'any 2007 tenia 1.947 habitants.
Forma part del cantó de Claye-Souilly, del districte de Meaux i de la Comunitat d'aglomeració del Pays de Meaux.

## Demografia

### Població
El 2007 la població de fet de Mareuil-lès-Meaux era de 1.947 persones. Hi havia 628 famílies, de les quals 110 eren unipersonals (57 homes vivint sols i 53 dones vivint soles), 150 parelles sense fills, 336 parelles amb fills i 32 famílies monoparentals amb fills.
La població ha evolucionat segons el següent gràfic:
Habitants censats

### Habitatges
El 2007 hi havia 707 habitatges, 637 eren l'habitatge principal de la família, 16 eren segones residències i 54 estaven desocupats. 606 eren cases i 96 eren apartaments. Dels 637 habitatges principals, 532 estaven ocupats pels seus propietaris, 88 estaven llogats i ocupats pels llogaters i 17 estaven cedits a títol gratuït; 15 tenien una cambra, 44 en tenien dues, 71 en tenien tres, 117 en tenien quatre i 389 en tenien cinc o més. 517 habitatges disposaven pel capbaix d'una plaça de pàrquing. A 271 habitatges hi havia un automòbil i a 312 n'hi havia dos o més.

### Piràmide de població
La piràmide de població per edats i sexe el 2009 era:
| Homes | Edats   | Dones |
| ----- | ------- | ----- |
| 0     | 95 o +  | 0     |
| 1     | 90 a 94 | 7     |
| 3     | 85 a 89 | 2     |
| 0     | 80 a 84 | 13    |
| 23    | 75 a 79 | 33    |
| 6     | 70 a 74 | 17    |
| 11    | 65 a 69 | 20    |
| 22    | 60 a 64 | 23    |
| 47    | 55 a 59 | 40    |
| 58    | 50 a 54 | 55    |
| 52    | 45 a 49 | 59    |
| 89    | 40 a 44 | 68    |
| 54    | 35 a 39 | 65    |
| 72    | 30 a 34 | 57    |
| 38    | 25 a 29 | 57    |
| 58    | 20 a 24 | 48    |
| 70    | 15 a 19 | 47    |
| 63    | 10 a 14 | 82    |
| 55    | 5 a 9   | 64    |
| 47    | 0 a 4   | 50    |

## Economia
El 2007 la població en edat de treballar era de 1.305 persones, 981 eren actives i 324 eren inactives. De les 981 persones actives 904 estaven ocupades (482 homes i 422 dones) i 76 estaven aturades (33 homes i 43 dones). De les 324 persones inactives 78 estaven jubilades, 166 estaven estudiant i 80 estaven classificades com a «altres inactius».

### Ingressos
El 2009 a Mareuil-lès-Meaux hi havia 673 unitats fiscals que integraven 2.000,5 persones, la mediana anual d'ingressos fiscals per persona era de 24.181 €.

### Activitats econòmiques
Dels 253 establiments que hi havia el 2007, 1 era d'una empresa extractiva, 1 d'una empresa alimentària, 1 d'una empresa de fabricació d'elements pel transport, 18 d'empreses de fabricació d'altres productes industrials, 37 d'empreses de construcció, 80 d'empreses de comerç i reparació d'automòbils, 9 d'empreses de transport, 10 d'empreses d'hostatgeria i restauració, 5 d'empreses d'informació i comunicació, 9 d'empreses financeres, 8 d'empreses immobiliàries, 31 d'empreses de serveis, 28 d'entitats de l'administració pública i 15 d'empreses classificades com a «altres activitats de serveis».
Dels 46 establiments de servei als particulars que hi havia el 2009, 8 eren tallers de reparació d'automòbils i de material agrícola, 1 taller d'inspecció tècnica de vehicles, 4 paletes, 2 guixaires pintors, 2 fusteries, 7 lampisteries, 3 electricistes, 9 empreses de construcció, 1 agència de treball temporal, 5 restaurants, 2 agències immobiliàries, 1 tintoreria i 1 saló de bellesa.
Dels 25 establiments comercials que hi havia el 2009, 2 eren supermercats, 2 grans superfícies de material de bricolatge, 2 fleques, 1 una carnisseria, 1 una peixateria, 4 botigues de roba, 4 botigues d'equipament de la llar, 1 una sabateria, 4 botigues de mobles, 1 una botiga de mobles, 1 una botiga de material de revestiment de parets i terra i 2 floristeries.

## Equipaments sanitaris i escolars
El 2009 hi havia 1 hospital de tractaments de curta durada, 1 hospital de tractaments de mitja durada (seguiment i rehabilitació, 2 farmàcies i 1 ambulància.
El 2009 hi havia 1 escola maternal i 1 escola elemental.

## Poblacions més properes
El següent diagrama mostra les poblacions més properes.